# Улица Колмогорова (Екатеринбург)
Улица Колмого́рова (прежние названия: Опалиха 5-я, Плавильщика Колмогорова, также встречалось написание Колмагорова и  бульвар Колмогорова) — улица в жилом районе «Заречный» Верх-Исетского и Железнодорожного (к востоку от улицы Софьи Перовской по чётной стороне) административных районов Екатеринбурга.

## Расположение и благоустройство
Улица начинается от улицы Толедова и ведёт на северо-восток, где заканчивается перекрёстком с улицей Машинистов. Улица имеет несколько разрывов: при воображаемом пересечении улиц Бебеля и Готвальда.

## История и происхождение названий
Улица зафиксирована на плане Верх-Исетского завода первой половины XIX века (из архива Н. С. Алфёрова), условно соотносимом с генеральном планом этого завода 1826 года. До 1920-х годов улица была частью уличной сети Верх-Исетского завода, не входившего до этого времени в состав Екатеринбурга.
До 1921 года улица носила номерное название 5-я Опалиха. Происхождение этого названия документально не установлено, возможно оно было связано с тем, что улица выстраивалась на горелых, «палёных» местах. В 1921 году улица Опалиха 5-я была переименована в честь сталеплавильщика Верх-Исетского завода Михаила Александровича Колмогорова (1869—1918), добровольца Второй Уральской боевой дружины, погибшего в бою под Чёрной Речкой на Южном Урале. На карте 1958 года обозначена как  бульвар Колмогорова (в те годы по оси улицы проходила железнодорожная ветка, соединявшая станцию Свердловск-Товарный с Верх-Исетским металлургическим заводом). В 1960-х годах утвердился укороченный вариант названия улицы Колмогорова.

### Различные варианты написания названия улицы

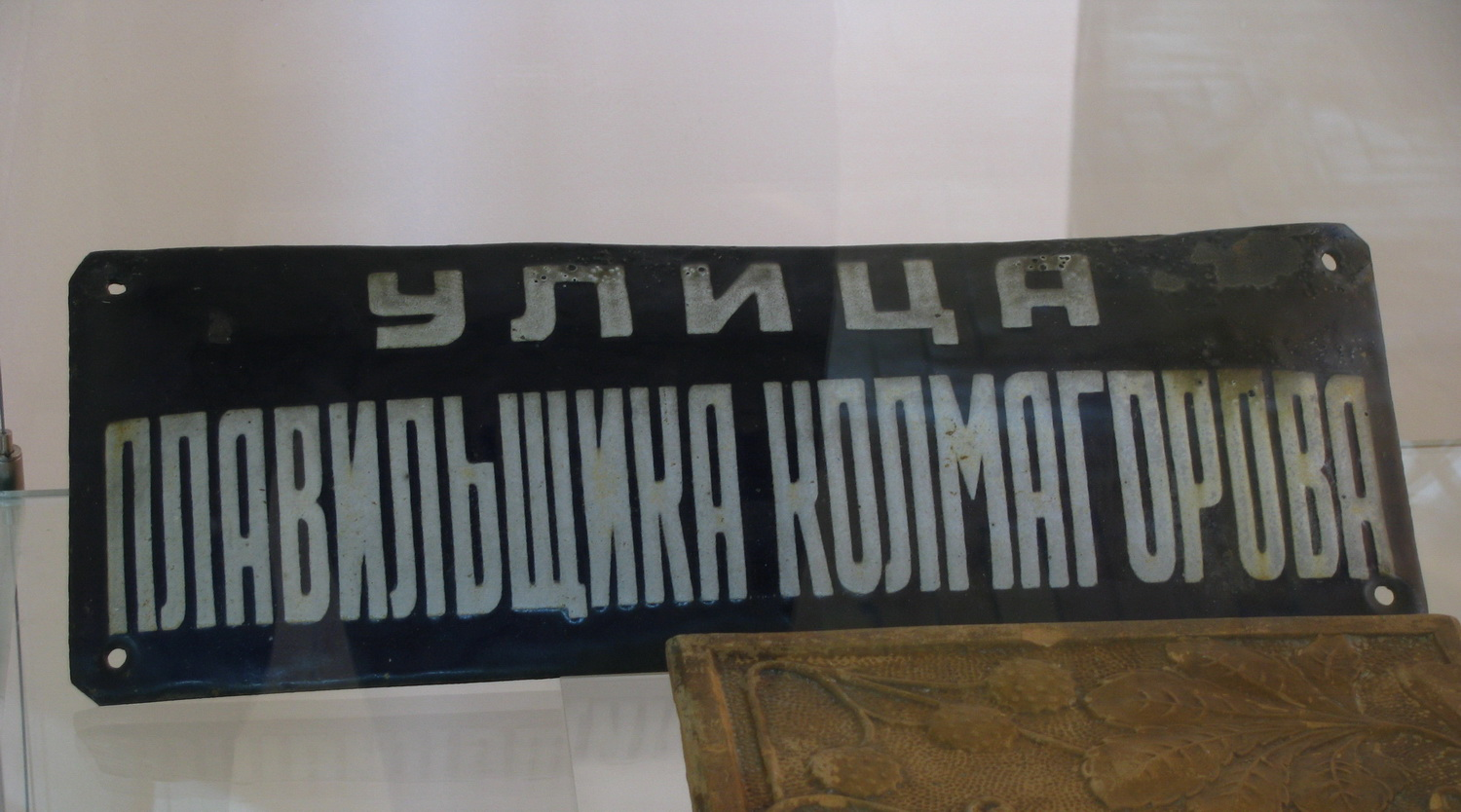
Табличка из коллекции музея УОЛЕ, где фамилия плавильщика написана через букву «а»

На большинстве современных карт улица носит название Колмогорова, однако на некоторых старых картах встречается вариант с написанием через «а» (Колмагорова). Этот вариант написания также можно увидеть до сих пор на здании под номером 63.

## Примечательные здания и сооружения
- № 52 — общежитие УрГЮУ.

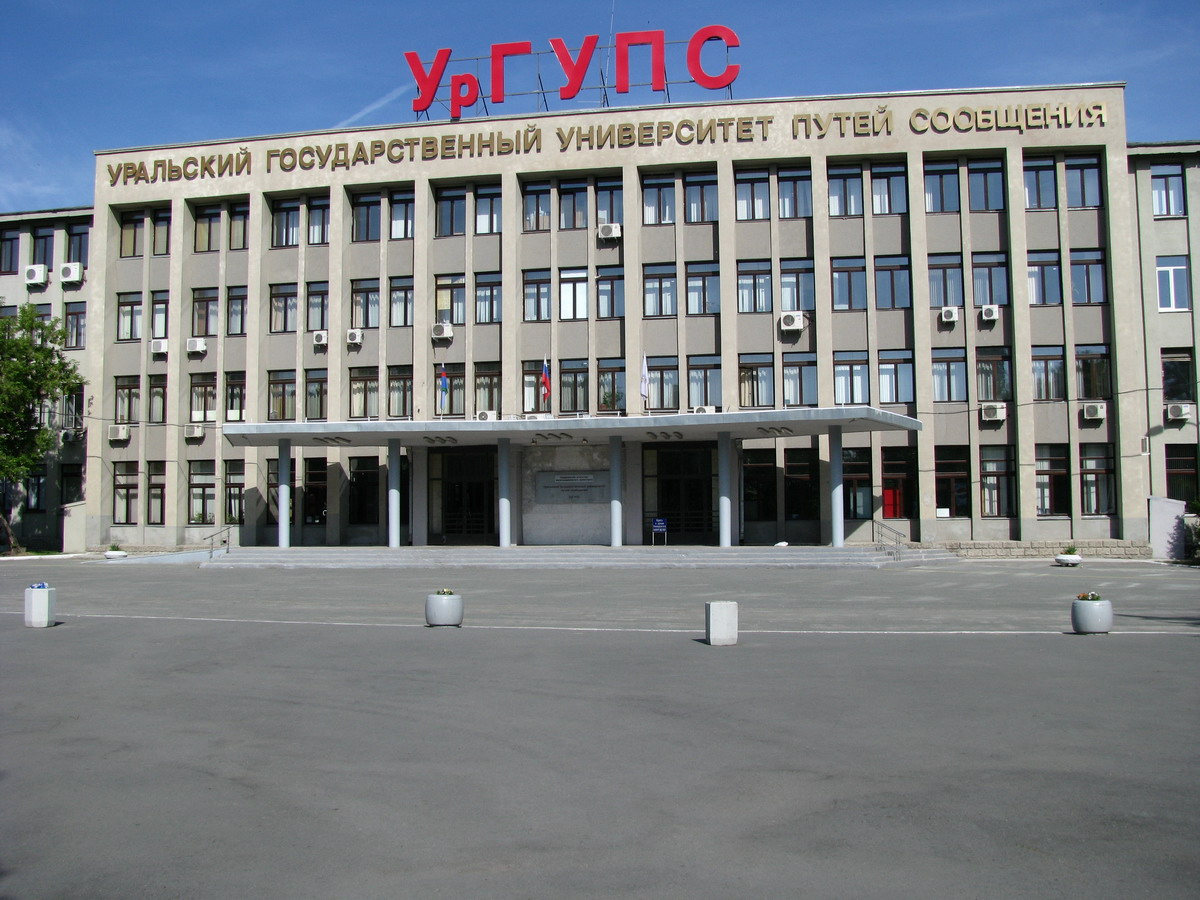
Главный корпус УрГУПС

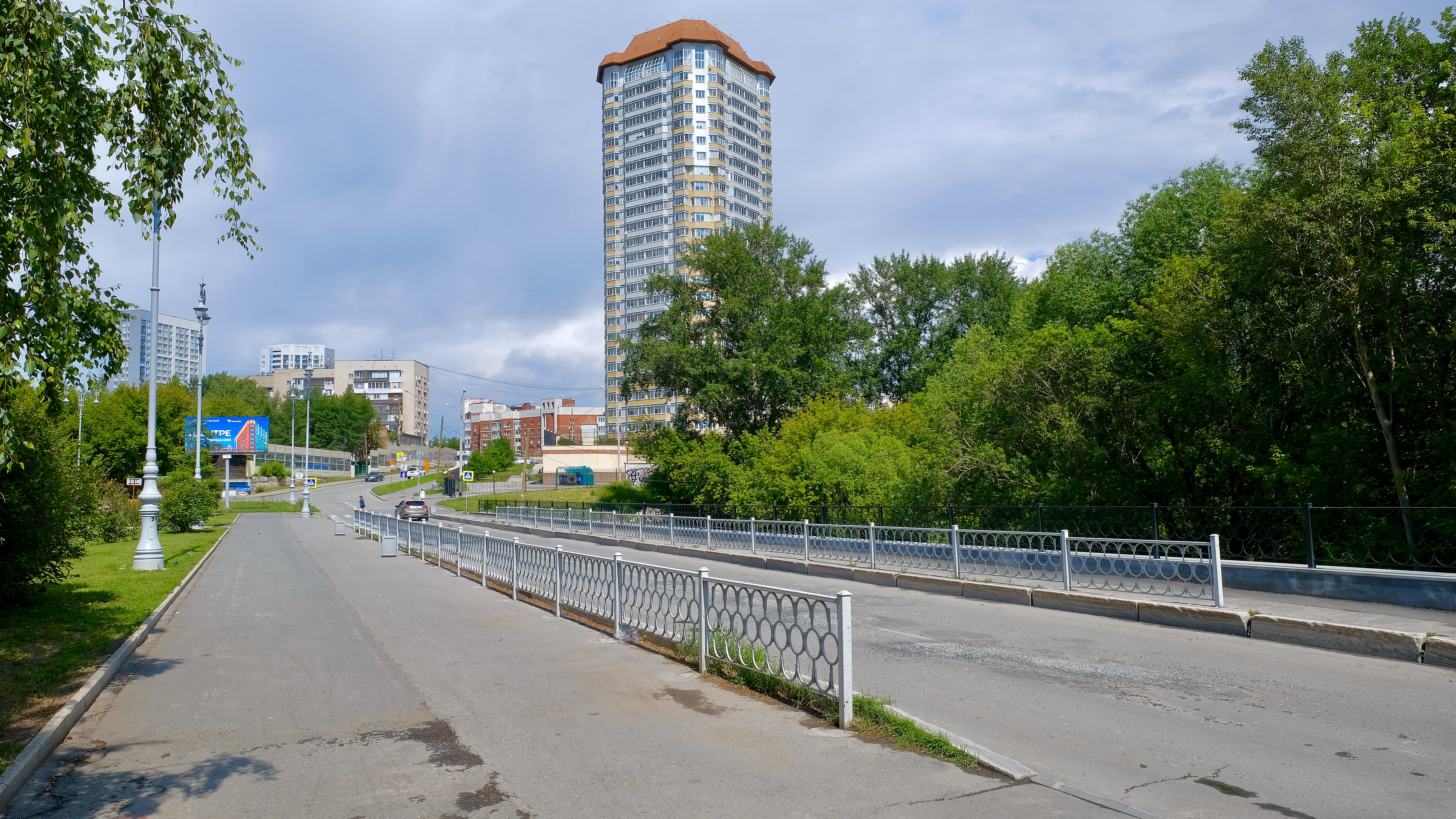
Улица по гребню плотины на ОльховкеПлотина на реке Ольховке

- № 54 — УрГЮУ им. В. Ф. Яковлева (УрГЮУ).
- № 60, 62, 64, 68 — комплекс общежитий УрГУПС.
- № 66 — Уральский государственный университет путей сообщения (УрГУПС).
- № 70 — спортивный комплекс УрГУПС.
- № 73 — Жилой комплекс «Ольховский парк»
- Улица проходит через плотину на реке Ольховка, построенную в 1824 году и украшенную портиками и колоннами в формах классицизма по проекту архитектора Михаила Малахова. Плотина является памятником архитектуры федерального значения, однако находится в запущенном состоянии и постепенно разрушается.

## Транспорт
После перепланировки микрорайона «Заречный» в 1980-е годы улица Колмогорова стала тупиковой. С 1 декабря 2012 года на участке от ул. Одинарки до ул. Машинистов было организовано одностороннее автомобильное движение.

### Наземный общественный транспорт
Маршруты общественного транспорта через улицу не проходят.

### Ближайшие станции метро
Ближайшая к концу улицы станция 1-й линии Екатеринбургского метрополитена — «Динамо» — находится в 1,3 км от пересечения ул. Колмогорова с ул. Машинистов.